# بوليدور
بوليدور هي شركة تسجيلات تملكها مجموعة يونيفرسال ميوزيك، ويقع مقرها في المملكة المتحدة، حيث تصدر كعلامة أساسية. أسست سنة 1924 في ألمانيا. اليوم هي ثاني أقدم علامة تملكها يونيفرسال بعد دويتشه غراموفون.